# Paguristes erythrops
Paguristes erythrops är en kräftdjursart som beskrevs av Lipke Bijdeley Holthuis 1959. Paguristes erythrops ingår i släktet Paguristes och familjen Diogenidae. Inga underarter finns listade i Catalogue of Life.